# Stazione di Takatsu (Kanagawa)
La stazione di Takatsu (高津駅?, Takatsu-eki) è una stazione ferroviaria situata nel quartiere di Takatsu-ku, a Kawasaki, città giapponese della prefettura di Kanagawa. Essa è attraversata dalla linea Den-en-toshi e interessata dai servizi della linea Ōimachi della Tōkyū Corporation.

## Linee
Tōkyū Corporation
● Linea Tōkyū Den-en-toshi
● Linea Tōkyū Ōimachi (servizio ferroviario)

## Struttura
La stazione è realizzata in viadotto, con i due binari più esterni per le linee Den-en-toshi e i servizi Ōimachi, e i due interni, privi di marciapiedi per il servizio viaggiatori, sono utilizzati dai treni in transito che non fermano presso la stazione.
| 1   | ● Linea Tōkyū Den-en-toshi | per Saginuma, Nagatsuta e Chūō-Rinkan                                          |
| 1   | ● Linea Tōkyū Ōimachi      | per Mizonokuchi                                                                |
| 2-3 | Binario di transito        | passaggio treni                                                                |
| 4   | ● Linea Tōkyū Den-en-toshi | per Shibuya e, via linea Hanzōmon, Oshiage e, via linea Tōbu Isesaki, Kasukabe |
| 4   | ● Linea Tōkyū Ōimachi      | per Futako-Tamagawa, Jiyūgaoka e Ōimachi                                       |

## Stazioni adiacenti
| «                           | Servizio                 | »                        |
| Linea Tōkyū Den-en-toshi    | Linea Tōkyū Den-en-toshi | Linea Tōkyū Den-en-toshi |
| --------------------------- | ------------------------ | ------------------------ |
| Futako-Shinchi              | Locale                   | Mizonokuchi              |
| Gli altri treni non fermano |                          |                          |
| Linea Tōkyū Ōimachi         |                          |                          |
| Futako-Shinchi              | Locale A                 | Mizonokuchi              |
| Gli altri treni non fermano |                          |                          |